# Qīngchūn: Kǔ
Qīngchūn: Kǔ (青春: 苦T, 青春：苦S, lett. "Primavera, difficoltà") è un film del 2024 diretto da Wang Bing.
È il secondo capitolo di una trilogia di documentari sugli operai dell'industria tessile cinese, dopo Qīngchūn (2023). È stato seguito da Qīngchūn: Guī (2024).

## Trama
Durante l'estate in fabbrica, a Zhili (Wuxing) si creano dissapori tra un gruppo di operai provenienti dalla provincia di Anhui e i loro supervisori, culminando in una contrattazione collettiva.

## Produzione
Le riprese del film si sono tenute dal 2014 al 2019 assieme a quelle del resto della trilogia, risultando in oltre 2600 ore di girato.

## Riconoscimenti
- 2024 - Festival di Locarno[4]
  - (Menzione speciale) Pardo d'oro
  - Premio FIPRESCI
  - Premio delle giurie giovani